# Фрањо Ксавер Кухач
Фрањо Ксавер Кухач (Осијек, 20. новембар 1834 — Загреб, 18. јун 1911) је био хрватски етномузиколог и историчар музике.

## Биографија
Дипломирао је у Пешти а музичко знање проширивао је у Лајпцигу, Вајмару и Бечу. Након повратка у Осијек радио је као клавирски педагог и хоровођа а 12 година је путовао по хрватској и другим земљама скупљајући народно благо. На подручју фолклористике најважнија је збирка „Južno-slavenske narodne popevke“ са 1600 напева уз клавирску пратњу. Ово је његов пионирски рад на стварању музичке терминологије на хрватском језику. Компоновао је и краће клавирске и вокалне композиције. Најзначајније књиге су му Valpovo i njegovi gospodari (1876) и Ilirski glazbenici (1893).